# Виталий Медиоланский
Святой Вита́лий Медиола́нский (ит. San Vitale, фр. Saint Vital) — раннехристианский мученик (возможно I века), титульный святой известной равеннской церкви Сан-Витале. День его памяти в Католической церкви — 28 апреля.

## Житие
Как и о большинстве раннехристианских мучеников, о Виталии известно очень мало, и, к тому же, из источников, датируемых не ранее IV века. Его женой была мученица Валерия, а их детьми — мученики Гервасий и Протасий. Согласно житию, Виталий был состоятельным гражданином Медиолана. В брошюре Филиппа, найденной  вместе с телами двоих детей на медиоланском кладбище Св. Амброзия в 396  году, указано, что он был солдатом. Согласно этому документу, Виталий сопровождал судью Паолино в путешествии из Медиолана в Равенну. В Равенне судья подверг пыткам и смерти через обезглавливание лигурийского доктора Урсицина, который признал себя христианином. Виталий приблизился к доктору и помог ему встретить пытки и смерть, открыто убеждая быть твёрдым в перенесении мучений. Также устроил его захоронение. Открыто исповедовавший себя христианином, Виталий был подвергнут пыткам, после чего был похоронен заживо (засыпан камнями). Время мученичества Виталия относится разными исследователями к гонениям Нерона или Марка Аврелия.
В некоторых источниках утверждают, что он мог быть персонажем художественного произведения, ошибочно принятого за историческое. Возможно также, Св. Виталий Медиоланский и Св. Виталий Болонский (чьё тело было сначала доставлено в Медиолан, а потом в Болонью) — одно и то же лицо. Но остаётся фактом, что базилика Св. Виталия, освящённая в 548, была посвящена не только этому святому, но и его двоим сыновьям — Гервасию и Протасию; в этой же базилике боковой алтарь посвящён Св. Урсицину. В базилике Св. Аполлинария Равенны в мозаиках №№ 11-13 правой стены (процессия мучеников) изображены Виталий и два его сына, а в мозаиках левой стены (процессия мучениц) — его жена Валерия (№ 9).

## Почитание
День св. Виталия празднуют 28 апреля. Самая известная церковь, носящей его имя, — базилика св. Виталия в Равенне (т.наз. Сан-Витале), шедевр византийского искусства, возведённый на предполагаемом месте мученичества святого. Церкви, освящённые в честь св. Виталия, находятся также в Риме (освящена в честь Виталия, Валерии, Гервасия и Протасия папой Иннокентием I), Фаэнце, Римини, Комо, Ферраре, Венеции, Вероне и в Задаре (Хорватия). Св. Виталий — небесный покровитель итальянских Гранароло и Мариттимы (район Дизо), а также небольшого американского города Тибодо (здесь — вместе с Валерией).
Кафедральный собор Себу (Филиппины) признаёт св. Виталия Медиоланского своим святым покровителем. По случаю 75-й годовщины провозглашения Себу архидиоцезом и дня св. Виталия 28 апреля 2009 кардинал, архиепископ Себский Рикардо Видаль отслужил торжественную мессу.
- Мученичество Св. Виталия, работа Федерико Бароччи.
- Св. Виталий, похороненный заживо. Из Зеркала мучеников.